# 21016 Miyazawaseiroku
21016 Miyazawaseiroku è un asteroide della fascia principale. Scoperto nel 1988, presenta un'orbita caratterizzata da un semiasse maggiore pari a 2,4309185 UA e da un'eccentricità di 0,1965919, inclinata di 11,84147° rispetto all'eclittica.